# Gotland község
Gotland község (svédül: Gotlands kommun) Svédország 290 községének egyike. Gotland megyében található, székhelye Visby.
A jelenlegi községet 1971-ben hozták létre Gotland megye összes községének egyesítésével. Mivel a megyében csak ez az egy község található, nincsen külön megyei adminisztráció, hanem a megyei feladatokat is a község szervei látják el.

## Települések
A község települései:
| Térkép      | Település | Népesség           | Megjegyzés |
| ----------- | --------- | ------------------ | ---------- |
|             | Burgsvik  | 347                |            |
| Fårösund    | 862       |                    |            |
| Havdhem     | 318       |                    |            |
| Hemse       | 1836      |                    |            |
| Klintehamn  | 1407      |                    |            |
| Lärbro      | 521       |                    |            |
| När         | 209       |                    |            |
| Roma        | 1347      |                    |            |
| Romakloster | 905       |                    |            |
| Slite       | 1598      |                    |            |
| Stånga      | 342       |                    |            |
| Tingstäde   | 278       |                    |            |
| Vibble      | 1135      |                    |            |
| Visby       | 26305     | a község székhelye |            |
| Väskinde    | 275       |                    |            |
| Västerhejde | 302       |                    |            |